# 요크필드
요크필드(Yorkfield)는 켄츠필드 프로세서의 후속 쿼드코어 프로세서로 출시된 인텔 x86 마이크로프로세서이다.
켄츠필드와 클로버타운처럼 요크필드 또한 듀얼 다이 쿼드코어 프로세서로 출시되었지만, 공정 개선으로 인해 발열, 전력 효율 면에서 훨씬 개선되었다. 요크필드 모델은 6MB 또는 12MB의 L2캐시를 가지며, 보급형인 Q8200은 4MB의 L2캐시를 가진다. (켄츠필드는 2개의 4MB 캐시로 분리되어 각각의 캐시는 두 개의 코어가 공유한다) Across-the-board는 버스 스피드를 1333MHz까지 높인다.
펜린 아키텍처 기반의 익스트림 쿼드코어 CPU(QX9650)도 나왔으며, 저가형 4층 메인보드에서 발생하는 오류를 해결한 모델과 하위 모델은 2008년 1분기에 출시되었고(하위 모델:Q9300, Q9450, Q9550), 이후 QX9650과 동일하나 상위 배수 제한이 있는 제품과 보급형 제품이 추가되었으며(Q9400, Q9650), 최상위 익스트림 제품군으로 QX9770이 출시되었다.

## 종류
| 프로세서     | 브랜드 이름     | 모델 (목록) | 코어 | L2 캐시    | 소켓    | TDP       |
| ------------ | --------------- | ----------- | ---- | ---------- | ------- | --------- |
| Yorkfield    | Xeon            | X33x0       | 4    | 2×3–2×6 MB | LGA 775 | 65–95 W   |
| Yorkfield-CL | Xeon            | X33x3       | 4    | 2×3–2×6 MB | LGA 771 | 80 W      |
| Yorkfield-6M | 코어 2 쿼드     | Q8xxx       | 4    | 2×2 MB     | LGA 775 | 65–95 W   |
| Yorkfield-6M | 코어 2 쿼드     | Q9x0x       | 4    | 2×3 MB     | LGA 775 | 65–95 W   |
| Yorkfield    | 코어 2 쿼드     | Q9x5x       | 4    | 2×6 MB     | LGA 775 | 65–95 W   |
| Yorkfield XE | 코어 2 익스트림 | QX9xxx      | 4    | 2×6 MB     | LGA 775 | 130–136 W |
| Yorkfield XE | 코어 2 익스트림 | QX9xx5      | 4    | 2×6 MB     | LGA 771 | 150 W     |

## 같이 보기
- 펜린 (마이크로프로세서)
- 린필드 (마이크로프로세서)
- 셀러론
- 펜티엄 듀얼 코어
- 인텔 코어 2